# قطعنامه ۸۴۵ شورای امنیت
قطعنامه ۸۴۵ شورای امنیت سازمان ملل متحد که در تاریخ ۱۸ ژوئن ۱۹۹۳ تصویب شد، سندی بین‌المللی دربارهٔ جمهوری مقدونیه است. این قطعنامه طی نشست ۳۲۴۳ام با ۱۵ رای موافق، ۰ مخالف و ۰ ممتنع تصویب شد.